# Tomáš Semecký
Tomáš Semecký (* 21. září 1975) je bývalý český fotbalista, záložník.

## Fotbalová kariéra
V české lize hrál za FC Bohemians Praha. Nastoupil ve 3 ligových utkáních.

## Ligová bilance
| Ročník                          | Zápasy | Góly | Klub               |
| ------------------------------- | ------ | ---- | ------------------ |
| 1. česká fotbalová liga 1996/97 | 3      | 0    | FC Bohemians Praha |
| CELKEM 1. česká liga            | 3      | 0    |                    |